# Joan Chetwynd
Joan Gilbert Chetwynd, Viscountess Chetwynd (geborene Casson, * 15. Oktober 1898 in Shimla, Britisch-Indien; † 22. Oktober 1979 in Arthog, Gwynedd), war eine britische Autorennfahrerin.

## Familie
Joan Chetwynd kam als Joan Gilbert Casson in Britisch-Indien zur Welt, wo ihr aus Wales stammender Vater Herbert Alexander Casson als Kolonialbeamter tätig war. In Indien heiratete sie 1920 in erster Ehe Victor Alexander Charles Findlay, mit dem sie zwei Söhne hatte. Nach dem Tod ihres ersten Gatten heiratete sie 1928 in zweiter Ehe ab 1928 Hon. Adam Chetwynd (1904–1965), den Sohn und Erben des Godfrey Chetwynd, 8. Viscount Chetwynd (1863–1936). Als seine Gattin führte sie zunächst die Höflichkeitsanrede Hon. Mrs Chetwynd; seit ihr Gatte 1936 ihren Schwiegervater als 9. Viscount Chetwynd beerbt hatte, führte sie den Titel Viscountess Chetwynd. Aus dieser Ehe, die 1951 geschieden wurde, hatte sie zwei Töchter, sowie einen Sohn, den späteren 10. Viscount Chetwynd (1935–2015). Sie war eine Großcousine des Autorennfahrers Tim Birkin.

## Karriere als Rennfahrerin
Die Inspiration für den Motorsport kam von ihrem Ehemann Adam, mit dem sie 1928 auf der Rennbahn von Brooklands ein Rennen als Beifahrerin bestritt. In den 1930er-Jahren war Joan Chetwynd vor allem bei Rallyes und Sportwagenrennen am Start. Unterbrochen wurde die Karriere durch die Geburten ihrer drei Kinder aus zweiter Ehe, die zwischen 1930 und 1935 zur Welt kamen.
Bekannt war sie als Rekordfahrerin. 1929 erreichte sie in Brooklands einen neuen 12-Stunden-Rekord für die Klasse F, als sie auf einem Lea-Francis eine Durchschnittsgeschwindigkeit von 82,98 Meilen fuhr. 1931 meldete sie ihren MG C-Type Midget beim 24-Stunden-Rennen von Le Mans. Als Teamkollegen engagierte sie Henry Stisted. Ein defekter Zündverteiler führte zu einem frühen Ausfall. Auch 1932 meldete sie den Wagen in Le Mans, eine Teilnahme verhinderte ein Unfall beim 1000-Meilen von Brooklands, wo der Wagen erheblich beschädigt wurde. Ihr größter internationaler Erfolg war der vierte Rang bei der RAC Rallye 1934.
Joan Chetwynd gewann in ihrer Karriere viele Ladies Cup’s. Nur als Zweite ging sie beim The Brooklands Society Ladies' Private Handicap 1932 durchs Ziel. Die Veranstaltung sorgte für einen kleinen Medienskandal, nachdem sich herausstellte, dass gar kein Rennen stattgefunden hatte. Den „Cup“ hatte die Schriftstellerin Barbara Cartland organisiert, um vor einem Filmteam rennfahrende Frauen präsentieren zu können. Im Zweiten Weltkrieg diente sie in der Women’s Auxiliary Air Force und nahm nach Kriegsende den Rennsport nicht mehr auf.

## Statistik

### Le-Mans-Ergebnisse
| Jahr | Team               | Fahrzeug         | Teamkollege   | Platzierung | Ausfallgrund  |
| ---- | ------------------ | ---------------- | ------------- | ----------- | ------------- |
| 1931 | Hon. Joan Chetwynd | MG C-Type Midget | Henry Stisted | Ausfall     | Zündverteiler |